# Trynskunkar
Trynskunkar (Conepatus) är ett släkte rovdjur i familjen skunkar (Mephitidae). I släktet finns fyra arter som förekommer i Amerika från södra USA till Patagonien.
IUCN listar fyra arter och klassificerar alla som livskraftiga (least concern).
Ursprunget till det vetenskapliga namnet är inte helt utrett. Det bildas antingen av de grekiska orden konis (dimma) och patein (gående) eller härstammar namnet från det aztekiska ordet conepatyl som betecknar en grävande skunk.

## Kännetecken
Djurgruppen fick sitt namn efter den framskjutande nosen som saknar hår och som påminner om svinets tryne. Pälsen är huvudsakligen svart och på ovansidan finns en mer eller mindre bred strimma i vitt. Svansen är vanligtvis vit. Hos vissa individer är den vita strimman delad i två avsnitt och i mitten finns en brunaktig strimma. Dessa individer kan lätt förväxlas med strimmig skunk.
Som alla skunkar har de en långsträckt kropp, en yvig svans och korta, kraftiga extremiteter. Till släktet trynskunkar hör familjens största arter. De når en kroppslängd på mellan 30 och 50 centimeter, en svanslängd mellan 16 och 41 centimeter och en vikt mellan 2,3 och 4,5 kilogram.

## Levnadssätt
Dessa djur förekommer både i regioner med träd, på gräsland och i bergsregioner upp till 4 000 meter över havet. De undviker däremot alltför täta skogar. Trynskunkar är aktiva på gryningen eller natten och vilar på dagen i bergssprickor, håligheter i träd eller bon som lämnats av andra djur. Vid födosökandet är de jämförelsevis långsamma och de vistas nästan aldrig i träd. Dessa djur lever företrädesvis ensamma men deras revir överlappar ibland.
Liksom andra skunkar har de körtlar vid analöppningen och vid fara sprutar de en illaluktande vätska mot angriparen.

## Föda
Trynskunkar är allätare som huvudsakligen livnär sig av insekter och andra ryggradslösa djur. Dessutom äter de ryggradsdjur som fåglar, ödlor och ormar samt växtdelar som frukter. Med hjälp av den långa nosen och klorna gräver de i marken för att hitta något ätbart.

## Fortplantning
Dräktigheten hos honan varar i 40 till 60 dagar. Skillnaden beror möjligtvis på det faktum att ägget kanske vilar en tid efter befruktningen. Per kull föds 2 till 6 ungdjur som i början är blinda och hjälplösa. De växer jämförelsevis snabbt och efter några veckor slutar honan att ge di. Efter cirka ett år är ungarna könsmogna.

## Arterna
I släktet finns fyra arter
- Conepatus leuconotus förekommer från södra Arizona över södra New Mexico, sydöstra Texas till Nicaragua.[4]
- Conepatus semistriatus förekommer från södra Mexiko till norra Peru och östra Brasilien.
- Conepatus chinga lever i mellersta Sydamerika, från mellersta Peru och mellersta Brasilien till Chile och norra Argentina.
- Conepatus humboldtii finns i Patagonien, alltså i södra Argentina och Chile.

Tidigare betraktades Conepatus mesoleucus som en egen art, men undersökningar gjorda 2003 och 2005 visade att den varken morfologiskt eller DNA-mässigt skilde sig från Conepatus leuconotus, varför det senare betraktas som artens rätta namn.